# Quintin Berry
Pour les articles homonymes, voir Berry (homonymie).
Quintin Lonell Berry (né le 21 novembre 1984 à San Diego, Californie, États-Unis) est un ancien voltigeur de la Ligue majeure de baseball.
Il a fait partie de l'équipe des Red Sox de Boston qui gagne la Série mondiale 2013. 

## Carrière
D'abord repêché au 25e tour de sélection en 2003 par les Braves d'Atlanta, Quintin Berry ne signe pas avec l'équipe et va plutôt jouer pour l'Université d'État de San Diego. Il devient un choix de cinquième ronde des Phillies de Philadelphie en 2006 et joue en ligues mineures avec les clubs-écoles de cette franchise jusqu'en 2010. Une suite de transactions l'emmènent à passer du temps dans les mineures dans diverses organisations : les Padres de San Diego le réclament au ballottage le 14 juillet 2010, les Mets de New York le réclament des Padres via le repêchage de règle 5 le 9 décembre suivant, et il aboutit, via le marché des agents libres, avec des clubs-écoles des Reds de Cincinnati (2011) et des Tigers de Detroit (2012).

### Tigers de Détroit
C'est avec les Tigers de Détroit, qui le mettent sous contrat pour la première fois le 9 novembre 2011, que Berry fait son entrée dans le baseball majeur à l'âge de 27 ans le 23 mai 2012. Inséré au premier rang de l'ordre des frappeurs des Tigers, Berry réussit en sixième manche de son premier match une tentative d'amorti qui se transforme en double contre Zach McAllister des Indians de Cleveland pour son premier coup sûr dans les majeures,. Il réussit son premier coup de circuit le 24 juin aux dépens de Kevin Correia des Pirates de Pittsburgh. 
Sa moyenne au bâton s'élève à ,258 en 94 parties disputées avec les Tigers en 2012. Il réussit 21 buts volés en 21 tentatives, frappe 2 circuits, récolte 29 points produits et marque 44 points. En séries éliminatoires, il frappe 3 coups sûrs en 10 présences au bâton et vole un but contre les Athletics d'Oakland en Série de divisions. Il participe, dans une cause perdante, à la Série mondiale 2012 mais n'obtient rien de plus qu'un but-sur-balles en 9 passages au bâton.
Berry amorce 2013 dans les ligues mineures avec le club-école des Tigers à Toledo et n'est pas rappelé par le club. Le 4 juin 2013, il est cédé au ballottage et réclamé par les Royals de Kansas City. Il ne joue pas pour Kansas City mais s'aligne uniquement avec leur club-école d'Omaha. 

### Red Sox de Boston
Le 27 août 2013, les Royals de Kansas City échangent Quintin Berry aux Red Sox de Boston contre le lanceur droitier Clayton Mortensen. 
Berry dispute 13 matchs pour les Sox en fin de saison. Il réussit 5 coups sûrs, dont un circuit, en seulement 8 présences au bâton, produit 4 points et en marque 5. Il vole également 3 buts sans être retiré en tentative de vol, pour un total de 24 buts volés en autant d'essais depuis son entrée dans les majeures.
En séries éliminatoires, il n'apparaît que comme coureur suppléant, faisant trois présences, une dans chaque ronde des séries. Chaque fois, il réussit un but volé, dont un en Série de championnat contre son ancien club, les Tigers, et un en Série mondiale face aux Cardinals de Saint-Louis. Berry savoure la conquête du titre avec Boston puis son contrat se termine et il devient agent libre.

### Orioles de Baltimore
Le 3 janvier 2014, Berry signe un contrat des ligues mineures avec les Orioles de Baltimore et est invité à leur camp d'entraînement. Il ne joue que 10 matchs des Orioles en 2014 et réussit un vol de but. Il est libéré par les Orioles le 23 décembre 2014.

### Cubs de Chicago
Au début 2015, Berry est remis sous contrat par son ancien club, les Red Sox de Boston, mais assigné aux ligues mineures et éventuellement libéré de son contrat sans avoir joué un seul match pour Boston dans l'année. Le 24 août 2015, il est mis sous contrat par les Cubs de Chicago, avec qui il apparaît dans 8 matchs.
Quintin Berry vole un but à chacune de ses 25 premières tentatives dans les majeures, de 2012 à 2014. Il est retiré en tentative de vol pour la première fois le 20 septembre 2015, par Tony Cruz des Cardinals de Saint-Louis.

### Angels de Los Angeles
Le 2 décembre 2015, Berry signe un contrat des ligues mineures avec les Angels de Los Angeles.